# Exploration Botanique de l'Afrique Occidentale Francaise
Exploration Botanique de l'Afrique Occidentale Francaise (abreviado Explor. Bot. Afrique Occ. Franc.) es un libro con ilustraciones y descripciones botánicas que fue escrito por el botánico, pteridólogo y briólogo francés Auguste Jean Baptiste Chevalier y publicado en el año 1920 con el nombre de Exploration Botanique de l'Afrique Occidentale Francaise ...Tome I, Enumeration des Plantes.